# Allen Coulter
Allen Coulter est un réalisateur américain de série télévisée originaire du Texas. Il travaille à New York.

## Biographie
Il réalise de nombreux épisodes de séries, notamment pour HBO, ainsi que deux films.

## Filmographie

### Cinéma
- 2006 : Hollywoodland
- 2010 : Remember Me

### Télévision
- 1989 : Monsters (2 épisodes : All in a Day's Work et The Face)
- 1991 : Contretemps (Golden Years, 3 épisodes)
- 1993 : X-Files (épisode L'Âme en peine)
- 1996 : Millenium (3 épisodes : Attention chien méchant, Les Aliénés du diable et La Sirène)
- 1998 : Sex and the City (9 épisodes)
- 1999 : Les Soprano (12 épisodes)
- 2001 : Six Feet Under (épisode Départs et rencontres)
- 2005 : Rome (2 épisodes : Jeux de dupes et Fils d'Hadès)
- 2007 : Damages (épisode Plus dure sera la chute)
- 2008 : New York, police judiciaire épisode Seule issue)
- 2008 : Sons of Anarchy (épisode Une vie de chaos)
- 2009 : Nurse Jackie (épisode Sainte Jackie)
- 2010 : Los Angeles, police judiciaire (épisode Bienvenue à Hollywood)
- 2010 : Rubicon (épisode Engrenage)
- 2010 : Boardwalk Empire (4 épisodes)
- 2013 : House of Cards (2 épisodes : Échanges de bons procédés et La Fin justifie les moyens)